# Reino anglo-corso
El Reino Anglo-Corso (en italiano: Regno Anglo-Corso; corso: Riame anglo-corsu), oficialmente Reino de Córcega (en italiano: Regno di Corsica; corso: Regnu di Corsica) fue un estado cliente del reino de Gran Bretaña que existió en la isla de Córcega entre 1794 y 1796 durante las guerras revolucionarias francesas.

## Historia
En 1790 Pasquale Paoli, el líder de la lucha por la independencia de Córcega, vuelve de su largo exilio en Inglaterra ―más de veinte años― y el 22 de abril se dirige a la Asamblea Nacional francesa para decir que ese es el día más feliz de su vida. «Había abandonado mi patria esclavizada, la encuentro libre», afirma, y a continuación añade: «Yo juro obediencia y fidelidad al pueblo francés, al rey y a los decretos de la Asamblea Nacional». El 14 de julio Paoli desembarca en Córcega donde es aclamado como U Babbu (‘el buen padre’).
Sin embargo, la aprobación de la Constitución civil del clero por la Asamblea Nacional por esas mismas fechas provoca una profunda división en Córcega ya que es rechazada por una parte de la población, la más atada a las tradiciones. La oposición a la nueva regulación del clero es aprovechada por los elementos contrarrevolucionarios que quieren la vuelta al Antiguo Régimen, encabezados por Matteo Buttafoco, representante de la nobleza corsa en los Estados Generales de 1789, que se ve obligado a emigrar en 1791. La caída de la Monarquía y la proclamación de la República francesa en septiembre de 1792 acentúa la división. Paoli mantiene inicialmente una posición conciliadora entre los contrarrevolucionarios y los republicanos, pero critica el radicalismo de la nueva República, que según él «está causando la ruina de Córcega». Esto le lleva al enfrentamiento con el hombre fuerte de la República en la isla Antoine Christophe Saliceti, representante corso del tercer estado en los Estados Generales de 1789. Por su parte el joven corso Lucien Bonaparte a partir de abril de 1793 escribe desde Toulon discursos contra el «tirano» Paoli, contra el «generalísimo déspota».

Retrato de Pasquale Paoli.

Los partidarios de Paoli organizan una 'consulta (asamblea) entre el 26 y el 29 de mayo de 1793 que declara ilegales las medidas acordadas por los tres representantes en misión enviados por la Convención Nacional, entre los que se encuentra Salicetti. Sin embargo, no se declaran en rebeldía contra el poder revolucionario de París. Paoli rechaza de momento la ruptura con la nación francesa.
Pero a lo largo de 1793 la crisis de la República francesa se acentúa ―también la división interna en Córcega― y la guerra contra las potencias europeas encabezadas por Gran Bretaña se recrudece. Uno de sus escenarios es el Mediterráneo occidental donde los británicos se apoderan de la base naval de Tolón. En este contexto es en el que Paoli cambia de posición y reclama la intervención de Gran Bretaña. Ange Rovere señala que Paoli «había creído en una descentralización política», pero que a partir de finales de 1792 ya «no podía aceptar la marcha hacia la centralización» y por otro lado «él estaba, por principio, convencido de la necesidad de la igualdad política, la perspectiva de la igualdad social para él era impensable».
El 25 de agosto Paoli escribe al vicealmirante Samuel Hood, comandante de la flota británica en el Mediterráneo:

[La Convención Nacional] ha rechazado las advertencias de los corsos con toda la obstinación del odio y ha amenazado con desplegar las fuerzas de tierra y de mar para subyugarnos: ha herido todos los principios y nos ha autorizado a romper toda correspondencia con ella; nosotros nos consideramos pues hoy como pueblo libre e independiente que tiene el derecho a tomar por sí mismo todas las resoluciones convenientes a su honor y a sus intereses.

El 7 de octubre Paoli pide expresamente a Gran Bretaña que acepte la soberanía sobre Córcega:

Los corsos desean un gobierno estable, que ponga a fin a las revoluciones perpetuas que los han agitado, y una libertad que los ponga a cubierto de los golpes del despotismo y de los estragos de la anarquía. Si S.M. británica quiere aceptar Córcega bajo su dominación directa, entonces la forma del gobierno podrá ser establecida…

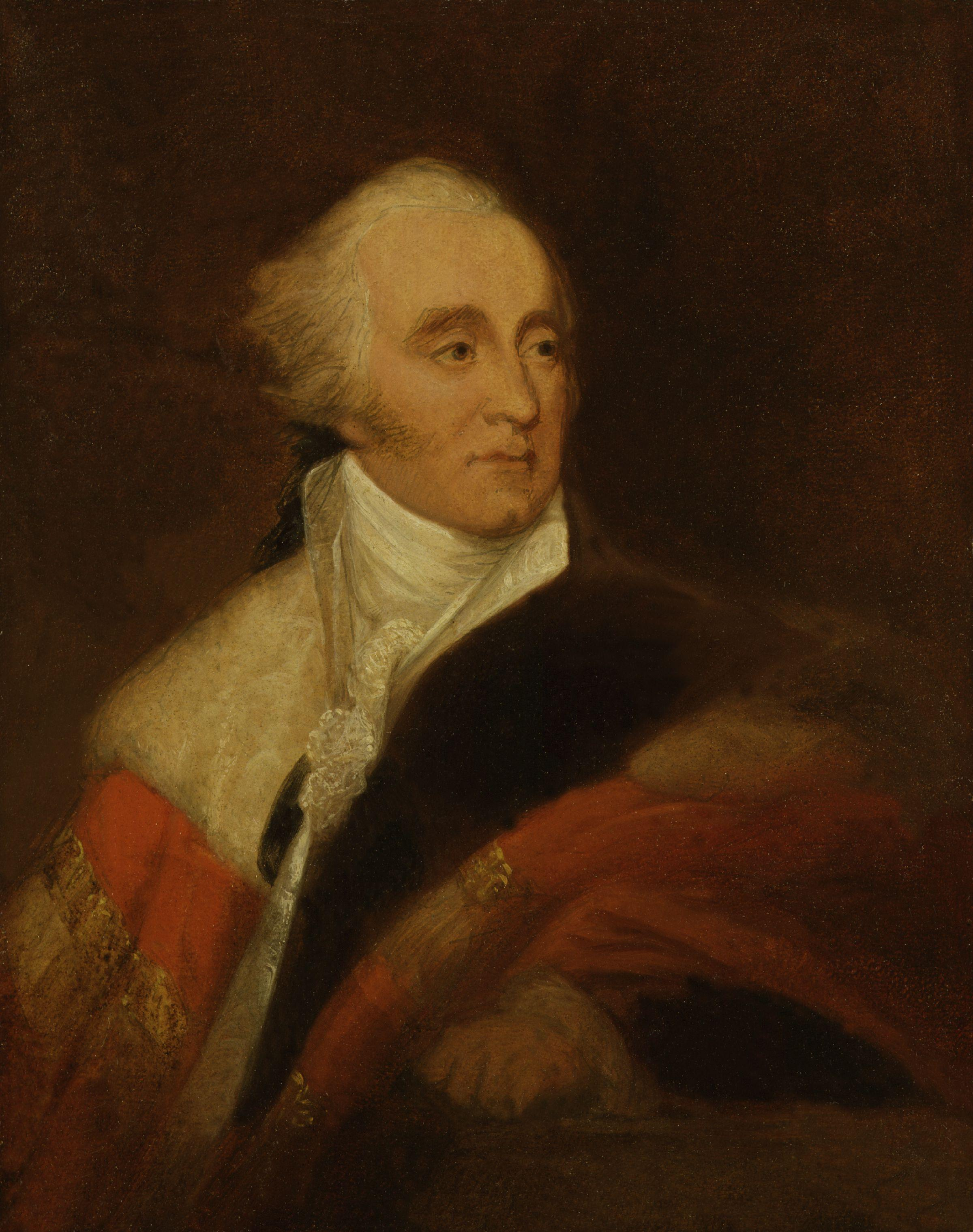
Sir Gilbert Elliot, virrey del Reino Anglo-Corso.

En febrero de 1794 los británicos desembarcan en Saint Florent y en junio crean el Reino Anglo-Corso poniendo a su frente, con el título de virrey, a Gilbert Elliot. Su divisa es Amici e non di ventura (‘Amigos y no por azar’) que se sitúa sobre su escudo de armas en el que aparece la cabeza de moro de la bandera de Córcega.
Pero los británicos tienen muchas dificultades para controlar la isla a causa de las revueltas que provocan las nuevas normas y los nuevos impuestos. Además Paoli tiene que aceptar a su lado a un partido abiertamente contrarrevolucionario encabezado por el aristócrata Pozzo Di Borgo que es quien actúa como enlace con los británicos y que defiende la sumisión de Córcega a la Monarquía de Jorge III.
En junio de 1794 la victoria francesa en la batalla de Fleurus contra las potencias europeas debilita la presencia británica en Córcega que se acentúa tras la paz firmada por la República francesa con la Monarquía de España en 1795 y la posterior alianza firmada al año siguiente. Así que en octubre de 1796 los británicos abandonan la isla, poniendo fin así al Reino Anglo-Corso. Sin embargo, según Pierre Serna, no fue la amenaza de las marinas francesa y española lo que persuadió a los británicos de marcharse de Córcega, sino «la amarga experiencia de lo que se ha convertido Córcega desde 1789: un espacio revolucionado, con hombres y mujeres convertidos en republicanos sin teorizarlo, que actúan por su libertad y son reacios a toda forma de poder exterior, llegado de París… como de Londres. Los ingleses han sido incapaces de imponer allí su orden porque los corsos no los han aceptado».
Tras la retirada británica en octubre de 1796 Córcega vuelve a estar bajo el dominio de Francia que ocupa Bastia el 19. Un año antes había marchado de nuevo al exilio Paoli, incapaz de controlar y de devolver la calma a la isla.